# Mesophylax arabicus
Mesophylax arabicus là một loài Trichoptera trong họ Limnephilidae. Chúng phân bố ở miền Cổ bắc.